# Thiago Almada
Thiago Almada (Buenos Aires, 2001. április 26. –) világbajnok argentin válogatott labdarúgó, az Atlético Madrid játékosa.

## Pályafutása

### Klubcsapatokban
Almada az argentin fővárosban, Buenos Airesben született. Az ifjúsági pályafutását a helyi Santa Clara csapatában kezdte, majd a Vélez Sarsfield akadémiájánál folytatta.
2018-ban mutatkozott be a Vélez Sarsfield első osztályban szereplő felnőtt csapatában. 2022. február 9-én négyéves szerződést kötött az észak-amerikai első osztályban érdekelt Atlanta United együttesével. Először a 2022. március 13-ai, Charlotte ellen 2–1-re megnyert mérkőzés 56. percében, Tyler Wolff cseréjeként lépett pályára. Első gólját 2022. március 19-én, a Montréal ellen hazai pályán 3–3-as döntetlennel zárult találkozón szerezte meg.
2024. július 6-án ötéves szerződést írt alá a brazil Botafogo csapatával. A 2024–25-ös szezon második felében a francia Lyon csapatánál szerepelt kölcsönben.
2025. július 15-én az Atlético Madrid szerződtette.

### A válogatottban
Almada az U20-as és az U23-as korosztályú válogatottakban is képviselte Argentínát. Tagja volt a 2020-as tokiói és a 2024-es párizsi olimpiára küldött nemzeti labdarúgó-keretnek is.
2022-ben debütált a felnőtt válogatottban. Először a 2022. szeptember 24-ei, Honduras ellen 3–0-ra megnyert mérkőzés 54. percében, Papu Gómezt váltva lépett pályára. Első válogatott gólját 2023. március 24-én, Panama ellen 2–0-ás győzelemmel zárult barátságos mérkőzésen szerezte meg.

## Statisztikák
2024. augusztus 15. szerint
| Klub           | Szezon   | Osztály               | Bajnokság | Bajnokság | Kupa  | Kupa | Nemzetközi | Nemzetközi | Összesen | Összesen |
| Klub           | Szezon   | Osztály               | Meccs     | Gól       | Meccs | Gól  | Meccs      | Gól        | Meccs    | Gól      |
| -------------- | -------- | --------------------- | --------- | --------- | ----- | ---- | ---------- | ---------- | -------- | -------- |
| Atlanta United | 2022     | MLS                   | 29        | 6         | 2     | 1    | —          | —          | 31       | 7        |
| Atlanta United | 2023     | MLS                   | 33        | 12        | 0     | 0    | 2          | 1          | 35       | 13       |
| Atlanta United | 2024     | MLS                   | 17        | 6         | 0     | 0    | —          | —          | 17       | 6        |
| Botafogo       | 2024     | Campeonato Brasileiro | 1         | 0         | 1     | 0    | 1          | 0          | 3        | 0        |
| Összesen       | Összesen | Összesen              | 80        | 24        | 3     | 1    | 3          | 1          | 86       | 26       |

### A válogatottban
| Válogatott | Év       | Pályára lépés | Gól |
| ---------- | -------- | ------------- | --- |
| Argentína  | 2022     | 2             | 0   |
| Argentína  | 2023     | 2             | 1   |
| Argentína  | 2024     | 2             | 1   |
| Argentína  | 2025     | 2             | 1   |
| Összesen   | Összesen | 8             | 3   |

#### Góljai a válogatottban
| # | Időpont           | Helyszín                                                             | Ellenfél | Gólok | Eredmény | Kiírás               |
| - | ----------------- | -------------------------------------------------------------------- | -------- | ----- | -------- | -------------------- |
| 1 | 2023. március 24. | Estadio Monumental Antonio Vespucio Liberti, Buenos Aires, Argentína | Panama   | 1–0   | 2–0      | Barátságos mérkőzés  |
| 2 | 2024. október 15. | Estadio Monumental Antonio Vespucio Liberti, Buenos Aires, Argentína | Bolívia  | 4–0   | 6–0      | 2026-os VB-selejtező |
| 3 | 2025. március 21. | Estadio Centenario, Montevideo, Uruguay                              | Uruguay  | 1–0   | 1–0      | 2026-os VB-selejtező |

## Sikerei, díjai
Botafogo
- Campeonato Brasileiro Série A
  - Bajnok (1): 2024

- Copa Libertadores
  - Győztes (1): 2024

Argentin válogatott
- Labdarúgó-világbajnokság
  - Győztes (1): 2022

Egyéni
- MLS All-Stars: 2023
- MLS Best XI: 2023
- MLS – Az Év Újonca: 2022
- MLS – A Hónap Játékosa: 2023 február/március
- MLS – Az Év Fiatal Játékosa: 2023